# Кошич, Александар
Александар Кошич (серб. Aleksandar Košić; 28 декабря 1972, Белград) — сербский хоккеист, правый нападающий.  Многолетний капитан сборной Сербии.

## Карьера

### Клубная
Выступал за сербские клубы «Партизан» и «Црвена Звезда» (Белград), а также за испанские команды «Хака» и «Барселона».

### В сборной
В составе сборной Сербии выступал во втором дивизионе (2004, 2008 и 2009), а также в первом дивизионе (2010). В составе команды Югославии играл на турнирах 1992 (группа B), 1995 (группа C), 1997 (группа D) и 2003 (второй дивизион).

## Титулы
- Чемпион Сербии (1994)
- Чемпион Испании (2003, 2004, 2005)
- Обладатель Кубка короля Испании (2002, 2003, 2006).